# Nyimba (Sambia)
Nyimba ist eine Kleinstadt an der Great East Road, in der Ostprovinz in Sambia, von Lusaka 320 Kilometer und von Chipata 190 Kilometer entfernt mit 19.252 Einwohnern (2022). Sie liegt etwa 710 Meter über dem Meeresspiegel nahe der Grenze zu Mosambik und ist Sitz der Verwaltung des gleichnamigen Distrikts.

## Wirtschaft
Nyimba hat im Umland fruchtbare Böden. Es wird in der offiziell stillgelegten Hofmeyer-Mine von Schürfern ohne Lizenz noch immer grüne und rote Turmaline gefördert.
2004 wurden dort von der Swedish International Development Agency größere Solaranlagen installiert, um den Ort zu elektrifizieren. Das betrifft nicht nur die Klinik, das Hotel, die Tankstelle und den Laden, sondern die gesamte Bevölkerung des Ortes. 2005 wurde der Anschluss an das nationale Stromnetz beschlossen.

## Infrastruktur
Der Ort befindet sich an der Fernstraße T4. Nyimba hat eine ungeteerte, 1000 Meter lange Flugpiste, Grund- und Sekundarschulen, staatliche und kirchliche Gesundheitseinrichtungen, ein Geschäft und eine Tankstelle.

## Sonstiges
Nyimba sollte nicht verwechselt werden mit dem gleichnamigen Fischerdorf im Lochinvar-Nationalpark am Kafue weiter westlich.